# Ada Kuchařová
Ada Kuchařová (* 5. ledna 1958 Brno) je bývalá československá reprezentantka v orientačním běhu. Během své dlouhé závodní kariéry získala mnoho medailí z individuálních i štafetových závodů. Ada Kuchařová žije v Brně.

V Československé anketě Hledáme nejlepšího orientačního běžce roku mezi ženami zvítězila celkem 8x a navíc 5x skončila na 2 místě. V roce 2023 byl uvedena do Síně slávy orientačního sportu. 

## Sportovní kariéra

### Umístění na MS a ME
| Mistrovství světa v orientačním běhu | Mistrovství světa v orientačním běhu | Mistrovství světa v orientačním běhu | Mistrovství světa v orientačním běhu |
| Rok                                  | Krátká                               | Klasika                              | Štafety                              |
| ------------------------------------ | ------------------------------------ | ------------------------------------ | ------------------------------------ |
| Konsberg 1978                        |                                      | 16. místo                            | 5. místo                             |
| Thun 1981                            | 6. místo                             | 7. místo                             |                                      |
| Zalaegerszeg 1983                    | 11. místo                            | 2. místo                             |                                      |
| Bendigo 1985                         | 6. místo                             | 5. místo                             |                                      |
| Gérardmer 1987                       | 5. místo                             | 3. místo                             |                                      |
| Skövde 1989                          | 9. místo                             | 2. místo                             |                                      |
| Mariánské Lázně 1991                 | 2. místo                             |                                      | 3. místo                             |

### Pódiová umístění na SP
- závod Světového poháru 1984 (Švýcarsko, Huttwill) - klasická trať - 3. místo
- závod Světového poháru 1984 (Dánsko, Jylland) - klasická trať - 2. místo
- závod Světového poháru 1984 (Československo, Jičín-Turnov) - klasická trať - 1. místo
- závod Světového poháru 1984 (Švédsko, Karlstad) - hagaby - 6. místo
- závod Světového poháru 1986 (Švýcarsko, Zürich - Stafa) - klasická trať - 6. místo
- závod Světového poháru 1986 (Maďarsko, Eger) - klasická trať - 5. místo
- závod Světového poháru 1986 (Československo, Jičín - Dolní Bousov) - klasická trať - 5. místo
- závod Světového poháru 1988 (Austrálie, Tasmánie) - klasická trať - 5. místo
- závod Světového poháru 1988 (Československo, Silica) - klasická trať - 4. místo
- závod Světového poháru 1988 (Maďarsko, Szilvásvárad) - klasická trať - 4. místo
- závod Světového poháru 1990 (Kanada, Olds-Edmonton,Calgary) - klasická trať - 3. místo
- závod Světového poháru 1990 (Norsko, Voss) - klasická trať - 6. místo

### Umístění na MČSR
| Umístění na Mistrovství Československa v orientačním běhu | Umístění na Mistrovství Československa v orientačním běhu | Umístění na Mistrovství Československa v orientačním běhu | Umístění na Mistrovství Československa v orientačním běhu | Umístění na Mistrovství Československa v orientačním běhu | Umístění na Mistrovství Československa v orientačním běhu | Umístění na Mistrovství Československa v orientačním běhu | Umístění na Mistrovství Československa v orientačním běhu |
| Ročník                                                    | Kategorie                                                 | Klasická trať                                             | Krátká trať                                               | Dlouhá trať                                               | Noční                                                     | Členství v klubu                                          |                                                           |
| --------------------------------------------------------- | --------------------------------------------------------- | --------------------------------------------------------- | --------------------------------------------------------- | --------------------------------------------------------- | --------------------------------------------------------- | --------------------------------------------------------- | --------------------------------------------------------- |
| MČSR 1975                                                 | D17 – starší dorostenky                                   | 3. místo                                                  |                                                           |                                                           | 3. místo                                                  | KOS TJ Tesla Brno                                         |                                                           |
| MČSR 1976                                                 | D17 – starší dorostenky                                   | 1. místo                                                  |                                                           |                                                           |                                                           | KOS TJ Tesla Brno                                         |                                                           |
| MČSR 1977                                                 | D19 – juniorky                                            | 1. místo                                                  |                                                           |                                                           | 1. místo                                                  | KOS TJ Tesla Brno                                         |                                                           |
| MČSR 1978                                                 | D19 – juniorky                                            | 4. místo                                                  |                                                           |                                                           |                                                           | KOS TJ Tesla Brno                                         |                                                           |
| MČSR 1979                                                 | D21 – ženy                                                | 1. místo                                                  |                                                           | 1. místo                                                  | 3. místo                                                  | VSK Mendelu Brno                                          |                                                           |
| MČSR 1980                                                 | D21 – ženy                                                | 1. místo                                                  |                                                           | 2. místo                                                  | 1. místo                                                  | KOS TJ Tesla Brno                                         |                                                           |
| MČSR 1981                                                 | D21 – ženy                                                | 1. místo                                                  |                                                           | 1. místo                                                  |                                                           | KOS TJ Tesla Brno                                         |                                                           |
| MČSR 1982                                                 | D21 – ženy                                                | 1. místo                                                  |                                                           | 1. místo                                                  |                                                           | KOS TJ Tesla Brno                                         |                                                           |
| MČSR 1983                                                 | D21 – ženy                                                | 3. místo                                                  |                                                           | 2. místo                                                  |                                                           | KOS TJ Tesla Brno                                         |                                                           |
| MČSR 1984                                                 | D21 – ženy                                                | 2. místo                                                  |                                                           |                                                           |                                                           | KOS TJ Tesla Brno                                         |                                                           |
| MČSR 1985                                                 | D21 – ženy                                                | 3. místo                                                  |                                                           | 1. místo                                                  |                                                           | KOS TJ Tesla Brno                                         |                                                           |
| MČSR 1986                                                 | D21 – ženy                                                | 1. místo                                                  |                                                           |                                                           |                                                           | KOS TJ Tesla Brno                                         |                                                           |
| MČSR 1987                                                 | D21 – ženy                                                |                                                           |                                                           | 1. místo                                                  |                                                           | KOS TJ Tesla Brno                                         |                                                           |
| MČSR 1988                                                 | D21 – ženy                                                |                                                           |                                                           | 3. místo                                                  |                                                           | KOS TJ Tesla Brno                                         |                                                           |
| MČSR 1989                                                 | D21 – ženy                                                | 2. místo                                                  |                                                           | disk                                                      |                                                           | KOS TJ Tesla Brno                                         |                                                           |
| MČSR 1990                                                 | D19 (21) – ženy                                           |                                                           | 3. místo                                                  |                                                           |                                                           | KOS TJ Tesla Brno                                         |                                                           |
| MČSR 1990                                                 | D21 – ženy                                                | 2. místo                                                  |                                                           | 2. místo                                                  |                                                           | KOS TJ Tesla Brno                                         |                                                           |
| MČSR 1991                                                 | D19 (21) – ženy                                           | 5. místo                                                  | 2. místo                                                  |                                                           |                                                           | KOS TJ Tesla Brno                                         |                                                           |
| MČSR 1992                                                 | D19 (21) – ženy                                           | 3. místo                                                  | 7. místo                                                  |                                                           |                                                           | KOS TJ Tesla Brno                                         |                                                           |

### Umístění na MČR
| Mistrovství České republiky v orientačním běhu | Mistrovství České republiky v orientačním běhu | Mistrovství České republiky v orientačním běhu | Mistrovství České republiky v orientačním běhu | Mistrovství České republiky v orientačním běhu | Mistrovství České republiky v orientačním běhu | Mistrovství České republiky v orientačním běhu | Mistrovství České republiky v orientačním běhu | Mistrovství České republiky v orientačním běhu |
| Ročník                                         | Kategorie                                      | Klasická trať                                  | Krátká trať                                    | Sprint                                         | Dlouhá trať                                    | Noční                                          | Ranking                                        | Členství v klubu                               |
| ---------------------------------------------- | ---------------------------------------------- | ---------------------------------------------- | ---------------------------------------------- | ---------------------------------------------- | ---------------------------------------------- | ---------------------------------------------- | ---------------------------------------------- | ---------------------------------------------- |
| MČR 1993                                       | D21 – ženy                                     | 5. místo                                       | 11. místo                                      |                                                |                                                |                                                |                                                | KOS TJ Tesla Brno                              |
| MČR 1994                                       | D21 – ženy                                     | 4. místo                                       | 8. místo                                       |                                                |                                                | 4. místo                                       |                                                | Centrum volného času Brno                      |
| MČR 1995                                       | D21 – ženy                                     | 11. místo                                      | 9. místo                                       |                                                | 7. místo                                       |                                                |                                                | Silicon Graphics Brno                          |
| MČR 1996                                       | D21 – ženy                                     |                                                |                                                |                                                | 16. místo                                      |                                                |                                                | KOS TJ Tesla Brno                              |
| MČR 1997                                       | D21 – ženy                                     | 18. místo                                      |                                                |                                                | 12. místo                                      |                                                |                                                | KOS TJ Tesla Brno                              |
| MČR 1998                                       | D21 – ženy                                     | disk                                           |                                                |                                                | 9. místo                                       |                                                |                                                | KOS TJ Tesla Brno                              |
| MČR 1999                                       | D21 – ženy                                     | 21. místo                                      | 16. místo                                      |                                                | 22. místo                                      |                                                | 32. místo                                      | KOS TJ Tesla Brno                              |